# Comuna Velîkooleksandrivka, Kazanka
Velîkooleksandrivka (în ucraineană Великоолександрівка) este o comună în raionul Kazanka, regiunea Mîkolaiiv, Ucraina, formată din satele Andriivka, Romanivka și Velîkooleksandrivka (reședința).

## Demografie
Componența lingvistică a comunei Velîkooleksandrivka
     Ucraineană (93,23%)
     Rusă (6,33%)
     Alte limbi (0,33%)
Conform recensământului din 2001, majoritatea populației comunei Velîkooleksandrivka era vorbitoare de ucraineană (93,23%), existând în minoritate și vorbitori de rusă (6,33%).